# روزستانی (ناحیه پروستییوف)
روزستانی (به چکی: Rozstání) یک منطقهٔ مسکونی در جمهوری چک است که در ناحیه پروستییوو واقع شده‌است. روزستانی ۱۶٫۵۶ کیلومتر مربع مساحت و ۶۶۲ نفر جمعیت دارد و ۵۴۵ متر بالاتر از سطح دریا واقع شده‌است.